# María Antonia Pereira
María Antonia Pereira do Campo (Cuntis,1700-Santiago de Compostela, 1760) fue una religiosa gallega, conocida como la María Antonia de Xesús, o Monxiña del Penedo. Ha sido proclamada venerable por la Iglesia Católica.

## Trayectoria
Posterior a su niñez, en los baños de Cuntis, se trasladó a vivir con su madre a Bayona , donde vivió hasta entrar en el convento de Alcalá de Henares. 
En la capital, tras trabajar en el servicio doméstico, pasaría a integrarse en una comunidad carmelita de Alcalá de Henares. Con importantes apoyos eclesiásticos y económicos, vuelta a Santiago y aquí, después de superar las reticencias del Arzobispo a abrir una nueva orden de clausura, comienzan las obras del que será su convento, dirigidas por los carmelitas José de los Santos y José de él Espíritu Santo.
Conocida como la Monxiña del Penedo por su lugar de nacimiento, fue la fundadora del convento de Carmelitas Descalzas de Compostela en 1748, y la Iglesia la consideró venerable por sus virtudes. De su obra escrita se conservan manuscritos en el convento. Cabría destacar su Edificio Espiritual, además de la numerosa correspondencia.

## Veneración
La Santa Sede, al poco de fallecer la monja, declaró que no había impedimento para comenzar con su causa de canonización, que comenzó en 1761, pero que se detuvo en 1770. 
El 25 de enero de 1993, por el ánimo del entonces arzobispo compostelano Cardenal Antonio María Ronco Varela, se retoma la fase diocesana del proceso, concluyendo el 14 de junio de 1996, admitiéndolo a trámite a Congregación para las Causas de los Santos el 25 de julio de 1999 y recibiendo en 2007 la aprobación de la Comisión Histórica (Positio), por lo que recibe el título de Sierva de Dios.

## Obra
- Edificio espiritual. Santiago de Compostela: Bibliófilos Gallegos, 1954
- Notas espirituales (Manuscrito). 1729-1730
- Autobiografía (Manuscrito). 1737-1738, 1754-1755